# Sonia Ferrer González
Sonia Ferrer González (Barcelona, 26 de setembre de 1977) és una actriu, model i presentadora catalana.
Va cursar els seus primers estudis al col·legi La Caixa del barri barceloní de la Verneda, Districte de Sant Martí. Sonia Ferrer va estar sis anys a la prestigiosa acadèmia de ballet de París Rosella Hightower i parla anglès i francès, a més del català i del castellà. Va fer estudis de Tècnic en Empreses Turístiques i de Locució, Redacció i Presentació en Radio i Televisió. Ha presentat diverses gales de TVE i va rodar per al cinema la pel·lícula Lisístrata i la telenovel·la Luna negra per TVE, en la qual interpretava a una noia de 30 anys i mare soltera. També va treballar com a model.
Es va donar a conèixer en una mini sèrie de 13 capítols que va rodar per TVE Catalunya, Happy House. A més va presentar per a Via Digital al Canal Cosmopolitan, el programa Cafè Cosmopolitan i entre 2000 i 2008 copresenta al costat de Pepa Bueno primer i María José Molina més tard el programa Gente de TVE-1.
Al maig de 2006, TVE la va escollir com a representant de l'ens públic per donar el resultat de les votacions espanyoles al Festival de la Cançó d'Eurovisió. A l'abril de 2007 es fa càrrec, a més, de la presentació del concurs Lluvia de estrellas, també a Televisió Espanyola. El 2011 copresenta, al costat de Melchor Miralles, el programa de debat polític Con voz y voto a Telemadrid.
Des de juliol i setembre de 2013 va copresentar a Telecinco el programa Campamento de verano amb Joaquín Prat. Des del 4 de febrer de 2015 col·labora al programa Amigas y conocidas de Televisió Espanyola.

## Treballs
Televisió
- 1999: Happy House, com a Yolanda (1 episodi).
- 2003: Luna negra, com a Mati (3 episodis).
- 2004: ¿Se puede?, amb Lina Morgan (1 episodi).

Cinema
- 2002: Lisístrata, com a Sonia.
- 2007: Donkey Xote, com a Dulcinea (veu).
- 2011: 8, com La Mujer (curtmetratge).

Teatre
- 2008-2009: Felices 30.

Presentadora
Programes
- Gente, a La 1 (2000-2008).
- Lluvia de estrellas a La 1 (2007).
- Aquí no hay playa, a Telemadrid (2009).
- Con voz y voto, a Telemadrid (2011).
- Campamento de verano a Telecinco (2013).

Gales
- Cartagena te conquistará, 2002.
- Murcia, que hermosa eres, 2004.
- Contigo, 2004.
- Gala de La Rioja, 2006.
- Quién me iba a decir (Especial David Bisbal), 2006.
- Eurovisió 2006 (portaveu dels vots espanyols), 2006.

Altres
- Telepasión Española a La 1 (2000). Convidada.
- Grand Prix a La 1 (2002-2003). Madrina.
- Pasapalabra a Telecinco (2004-2014). Convidada.
- Palabra por palabra a La 1 (2008). Convidada.
- Password a Cuatro (2009). Convidada.
- ¡Mira quién salta! a Telecinco (2013). Concursant.
- Amigas y conocidas a La 1 (2015). Col·laboradora.

## Vida privada
Sonia es va casar a l'agost de 2007 amb el cirurgià italià Marco Vricella i té una filla, Laura, nascuda a Madrid l'any 2010. A l'octubre de 2006, va ser portada i va realitzar un ampli reportatge fotogràfic per a la revista Interviú. El 9 d'abril de 2013 es fa pública la separació entre Sonia i Marco.
Al juny de 2013 es confirma que la presentadora manté una relació sentimental amb el genet Álvaro Muñoz Escassi que va ser confirmada després del seu pas per ¡Mira quién salta! on es van conèixer tots dos.
El gener de 2015 tots dos posen punt final a la seva relació.